# Hypena aestiva
Hypena aestiva är en fjärilsart som beskrevs av Hans-Joachim Hannemann 1916. Hypena aestiva ingår i släktet Hypena och familjen nattflyn. Inga underarter finns listade i Catalogue of Life.